# Fotbal Club Farul Constanța 2025-2026
Questa voce raccoglie le informazioni riguardanti il Fotbal Club Farul Constanța nelle competizioni ufficiali della stagione 2025-2026.

## Stagione
Nella stagione 2025-2026 il Farul Costanza disputa il campionato di Liga I, dopo l'undicesimo posto della stagione precedente.

## Divise e sponsor
Lo sponsor tecnico per la stagione 2025-2026 è Nike, mentre il main sponsor è Superbet.
| Casa | Trasferta | Terza divisa |

## Organigramma societario
Area direttiva
- Presidente: Gheorghe Popescu
- Direttore generale: Cristian Bivolaru
- Vicepresidente: Tiberiu Curt
- Direttore esecutivo: Cristiana Pariza
- Presidente "Accademia Hagi": Pavel Peniu

Area organizzativa
- Direttore amministrativo: Neculai Tănasă
- Direttore economico: Gheorghe Mega
- Direttore marketing: Costin Mega
- Direttore organizzazione competizioni: Constantin Stamate

Area sportiva
- Direttore sportivo: Zoltan Iasko
- Direttore centro sportivo "Accademia Hagi": Decebal Curumi
- Direttore tecnico "Accademia Hagi": Cristian Cămui

Area tecnica
- Allenatori: Ianis Zicu, Cristian Sava
- Allenatore in seconda: Daniel Florea
- Allenatore dei portieri: Mihail Moraru
- Preparatori atletici: Robert Hodorogea, Radu Gheorghe
- Team manager: Alin Cârstocea
- Magazzinieri: Ștefan Pețu, Mihai Tutungiu

Area sanitaria
- Medico sociale: Cristian Tănase
- Fisioterapista: Andrei Arinton
- Massaggiatori: Daniel Stoian, Cosmin Gheorghe

## Rosa
Rosa e numerazione aggiornate al 18 agosto 2025.
| N. |                       | Ruolo | Calciatore             |
| -- | --------------------- | ----- | ---------------------- |
| 1  | Romania (bandiera)    | P     | Alexandru Buzbuchi     |
| 2  | Portogallo (bandiera) | D     | Fabinho                |
| 3  | Romania (bandiera)    | D     | David Dumitra          |
| 4  | Romania (bandiera)    | D     | Gustavo Marins         |
| 5  | Romania (bandiera)    | D     | Ștefan Duțu            |
| 6  | Romania (bandiera)    | C     | Victor Dican           |
| 7  | Romania (bandiera)    | C     | Răzvan Tănasă          |
| 8  | Romania (bandiera)    | C     | Ionuț Vînă             |
| 9  | Slovacchia (bandiera) | A     | Jakub Vojtuš           |
| 10 | Romania (bandiera)    | A     | Gabriel Iancu          |
| 11 | Romania (bandiera)    | D     | Cristian Ganea         |
| 12 | Romania (bandiera)    | P     | Rafael Munteanu        |
| 14 | Romania (bandiera)    | C     | Dan Nechifor           |
| 15 | Romania (bandiera)    | D     | Bogdan Țîru            |
| 16 | Romania (bandiera)    | C     | Gabriel Buta           |
| 17 | Romania (bandiera)    | D     | Ionuț Larie (capitano) |
| 18 | Romania (bandiera)    | C     | Luca Banu              |

| N. |                       | Ruolo | Calciatore          |
| -- | --------------------- | ----- | ------------------- |
| 19 | Romania (bandiera)    | A     | Iustin Doicaru      |
| 20 | Romania (bandiera)    | C     | Eduard Rădăslăvescu |
| 21 | Francia (bandiera)    | D     | Lucas Pellegrini    |
| 22 | Romania (bandiera)    | D     | Dan Sîrbu           |
| 23 | Romania (bandiera)    | C     | Carlo Casap         |
| 25 | Romania (bandiera)    | A     | Jovan Marković      |
| 27 | Romania (bandiera)    | A     | Ionuț Cojocaru      |
| 30 | Armenia (bandiera)    | C     | Narek Grigoryan     |
| 31 | Romania (bandiera)    | C     | Alexandru Ișfan     |
| 50 | Portogallo (bandiera) | C     | André Seruca        |
| 68 | Romania (bandiera)    | P     | Răzvan Ducan        |
| 77 | Portogallo (bandiera) | C     | Diogo Ramalho       |
| 80 | Romania (bandiera)    | C     | Nicolas Popescu     |
| 93 | Capo Verde (bandiera) | D     | Steve Furtado       |
| 97 | Romania (bandiera)    | A     | Cristian Sima       |
| 98 | Romania (bandiera)    | D     | David Maftei        |
| 99 | Romania (bandiera)    | D     | Robert Sălceanu     |

## Calciomercato

### Sessione estiva(dall'1/7 al 30/9)
| Acquisti         | Acquisti               | Acquisti        | Acquisti      |
| R.               | Nome                   | da              | Modalità      |
| ---------------- | ---------------------- | --------------- | ------------- |
| D                | Steve Furtado          | CSKA 1948 Sofia | svincolato    |
| D                | David Maftei           | Oțelul Galați   | fine prestito |
| D                | Lucas Pellegrini       | Nancy           | svincolato    |
| D                | Robert Sălceanu        | Gloria Buzău    | svincolato    |
| C                | Alexandru Ișfan        | Univ. Craiova   | svincolato    |
| C                | Diogo Ramalho          | Covilhã         | svincolato    |
| C                | André Seruca           | Farense         | svincolato    |
| C                | Răzvan Tănasă          | Oțelul Galați   | fine prestito |
| A                | Jovan Marković         | Univ. Craiova   | svincolato    |
| A                | Jakub Vojtuš           | Unirea Slobozia | svincolato    |
| Altre operazioni |                        |                 |               |
| R.               | Nome                   | da              | Modalità      |
| P                | Vlad Rafailă           | Lecce           | fine prestito |
| D                | Gabriel Dănuleasă      | Afumați         | fine prestito |
| D                | Darius Grosu           | Metalul Buzău   | fine prestito |
| D                | Emanuel Martinovic     | Unirea Dej      | fine prestito |
| A                | Nicolas Constantinescu | Aerostar Bacău  | definitivo    |

| Cessioni         | Cessioni           | Cessioni          | Cessioni   |
| R.               | Nome               | a                 | Modalità   |
| ---------------- | ------------------ | ----------------- | ---------- |
| D                | Mihai Bălașa       | Concordia Chiajna | svincolato |
| D                | Reginaldo          | DFK Dainava       | svincolato |
| C                | Luca Băsceanu      | Univ. Craiova     | definitivo |
| C                | Andrei Ciobanu     | Oțelul Galați     | svincolato |
| C                | Dragoș Nedelcu     |                   | svincolato |
| A                | Denis Alibec       | FCSB              | svincolato |
| A                | Daniel Kivinda     |                   | svincolato |
| Altre operazioni |                    |                   |            |
| R.               | Nome               | a                 | Modalità   |
| P                | Vlad Rafailă       | Betis Siviglia    | prestito   |
| D                | Ianis Croitoru     | Câmpulung         | prestito   |
| D                | Gabriel Dănuleasă  | Metalul Buzău     | prestito   |
| D                | João Ferreira      | Chaves            | svincolato |
| D                | Darius Grosu       | Câmpulung         | prestito   |
| D                | Emanuel Martinovic | Unirea Dej        | svincolato |
| A                | Ianis Avrămescu    | Parma             | definitivo |
| A                | Isaque Ferreira    | Chaves            | svincolato |
| A                | David Păcuraru     | Concordia Chiajna | prestito   |

## Risultati

### Liga I

#### Prima fase

##### Girone di andata
| Arbitro: | Horia Mladinovici |

|            |           |              |
| Mailat 61’ | Marcatori | 72’ Cojocaru |

| Arbitro: | Andrei Chivulete |

|                         |           |                       |
| Tănasă 2’, 7’ Ișfan 87’ | Marcatori | 38’ Bană 85’ Paulinho |

| Arbitro: | George Găman |

|              |           |                               |
| Miculescu 2’ | Marcatori | 59’ (rig.) Larie 90+10’ Ișfan |

| Arbitro: | George Roman |

|                      |           |            |
| Ișfan 36’ Tănasă 65’ | Marcatori | 54’ Huiban |

| Arbitro: | Radu Petrescu |

|                         |           |                  |
| Tziōnīs 8’ Pospelov 78’ | Marcatori | 61’ Rădăslăvescu |

| Arbitro: | Florin Andrei |

|  |           |              |
|  | Marcatori | 4’ Mikanović |

| Sibiu 23 agosto 2025, ore 17:00 EEST 7ª giornata | Hermannstadt | – referto | Farul Costanza | Stadio Municipal Sibiu |

| Ovidiu 30 agosto 2025, ore 17:00 EEST 8ª giornata | Farul Costanza | – referto | Petrolul Ploiești | Stadio Viitorul |

| Craiova 13 settembre 2025, ore 17:00 EEST 9ª giornata | U Craiova | – referto | Farul Costanza | Stadio Ion Oblemenco |

| Bucarest 20 settembre 2025, ore 17:00 EEST 10ª giornata | Dinamo Bucarest | – referto | Farul Costanza | Stadio Arcul de Triumf |

| Ovidiu 27 settembre 2025, ore 17:00 EEST 11ª giornata | Farul Costanza | – referto | Unirea Slobozia | Stadio Viitorul |

| Bucarest 4 ottobre 2025, ore 17:00 EEST 12ª giornata | Rapid Bucarest | – referto | Farul Costanza | Stadio Rapid-Giulești |

| Ovidiu 18 ottobre 2025, ore 17:00 EEST 13ª giornata | Farul Costanza | – referto | Argeș Pitești | Stadio Viitorul |

| Cluj-Napoca 25 ottobre 2025, ore 17:00 EEST 14ª giornata | CFR Cluj | – referto | Farul Costanza | Stadio Dr. Constantin Rădulescu |

| Ovidiu 1 novembre 2025, ore 17:00 EET 15ª giornata | Farul Costanza | – referto | Csíkszereda | Stadio Viitorul |

##### Girone di ritorno
| Ovidiu 8 novembre 2025, ore 17:00 EET 16ª giornata | Farul Costanza | – referto | Botoșani | Stadio Viitorul |

| Galați 22 novembre 2025, ore 17:00 EET 17ª giornata | Oțelul Galați | – referto | Farul Costanza | Stadio Oțelul |

| Ovidiu 29 novembre 2025, ore 17:00 EET 18ª giornata | Farul Costanza | – referto | FCSB | Stadio Viitorul |

| 6 dicembre 2025, ore 17:00 EET 19ª giornata | Metaloglobus | – referto | Farul Costanza |  |

| Ovidiu 13 dicembre 2025, ore 17:00 EET 20ª giornata | Farul Costanza | – referto | UTA Arad | Stadio Viitorul |

| Cluj-Napoca 20 dicembre 2025, ore 17:00 EET 21ª giornata | U Cluj | – referto | Farul Costanza | Cluj Arena |

| Ovidiu 17 gennaio 2026, ore 17:00 EET 22ª giornata | Farul Costanza | – referto | Hermannstadt | Stadio Viitorul |

| Ploiești 24 gennaio 2026, ore 17:00 EET 23ª giornata | Petrolul Ploiești | – referto | Farul Costanza | Stadio Ilie Oană |

| Ovidiu 31 gennaio 2026, ore 17:00 EET 24ª giornata | Farul Costanza | – referto | U Craiova | Stadio Viitorul |

| Ovidiu 4 febbraio 2026, ore 17:00 EET 25ª giornata | Farul Costanza | – referto | Dinamo Bucarest | Stadio Viitorul |

| 7 febbraio 2026, ore 17:00 EET 26ª giornata | Unirea Slobozia | – referto | Farul Costanza |  |

| Ovidiu 14 febbraio 2026, ore 17:00 EET 27ª giornata | Farul Costanza | – referto | Rapid Bucarest | Stadio Viitorul |

| 21 febbraio 2026, ore 17:00 EET 28ª giornata | Argeș Pitești | – referto | Farul Costanza |  |

| Ovidiu 28 febbraio 2026, ore 17:00 EET 29ª giornata | Farul Costanza | – referto | CFR Cluj | Stadio Viitorul |

| Miercurea Ciuc 7 marzo 2026, ore 17:00 EET 30ª giornata | Csíkszereda | – referto | Farul Costanza | Stadio Municipal Miercurea Ciuc |

### Cupa României

#### Turni di qualificazione
| Hunedoara 27 agosto 2025, ore 17:30 EEST Play-off | Corvinul Hunedoara | – referto | Farul Costanza | Stadio Michael Klein |

## Statistiche

### Statistiche di squadra
Statistiche aggiornate al 8 agosto 2025 (Liga I esclusa).
| Competizione  | Competizione  | Punti | In casa | In casa | In casa | In casa | In casa | In casa | In trasferta | In trasferta | In trasferta | In trasferta | In trasferta | In trasferta | Totale | Totale | Totale | Totale | Totale | Totale | DR |
| Competizione  | Competizione  | Punti | G       | V       | N       | P       | Gf      | Gs      | G            | V            | N            | P            | Gf           | Gs           | G      | V      | N      | P      | Gf     | Gs     | DR |
| ------------- | ------------- | ----- | ------- | ------- | ------- | ------- | ------- | ------- | ------------ | ------------ | ------------ | ------------ | ------------ | ------------ | ------ | ------ | ------ | ------ | ------ | ------ | -- |
| Liga I        | Prima fase    |       |         |         |         |         |         |         |              |              |              |              |              |              |        |        |        |        |        |        |    |
| Cupa României | Cupa României | -     |         |         |         |         |         |         |              |              |              |              |              |              |        |        |        |        |        |        |    |
| Totale        | Totale        | -     |         |         |         |         |         |         |              |              |              |              |              |              |        |        |        |        |        |        |    |

### Andamento in campionato

#### Prima fase
| Giornata  | 1 | 2 | 3 | 4 | 5 | 6 | 7 | 8 | 9 | 10 | 11 | 12 | 13 | 14 | 15 | 16 | 17 | 18 | 19 | 20 | 21 | 22 | 23 | 24 | 25 | 26 | 27 | 28 | 29 | 30 |
| --------- | - | - | - | - | - | - | - | - | - | -- | -- | -- | -- | -- | -- | -- | -- | -- | -- | -- | -- | -- | -- | -- | -- | -- | -- | -- | -- | -- |
| Luogo     | T | C | T | C | T | C | T | C | T | T  | C  | T  | C  | T  | C  | C  | T  | C  | T  | C  | T  | C  | T  | C  | C  | T  | C  | T  | C  | T  |
| Risultato | N | V | V | V | P | P |   |   |   |    |    |    |    |    |    |    |    |    |    |    |    |    |    |    |    |    |    |    |    |    |
| Posizione | 4 | 1 | 1 | 1 | 4 | 4 |   |   |   |    |    |    |    |    |    |    |    |    |    |    |    |    |    |    |    |    |    |    |    |    |

Legenda:

Luogo: C = Casa; T = Trasferta. Risultato: V = Vittoria; N = Pareggio; P = Sconfitta.

### Statistiche dei giocatori
Sono in corsivo i calciatori che hanno lasciato la società a stagione in corso.
Statistiche aggiornate al 8 agosto 2025 (Liga I esclusa).
| Giocatore       | Liga I   | Liga I | Liga I      | Liga I     | Cupa României | Cupa României | Cupa României | Cupa României | Totale   | Totale | Totale      | Totale     |
| Giocatore       | Presenze | Reti   | Ammonizioni | Espulsioni | Presenze      | Reti          | Ammonizioni   | Espulsioni    | Presenze | Reti   | Ammonizioni | Espulsioni |
| --------------- | -------- | ------ | ----------- | ---------- | ------------- | ------------- | ------------- | ------------- | -------- | ------ | ----------- | ---------- |
| L. Banu         | 0        | 0      | 0           | 0          | 0             | 0             | 0             | 0             | 0        | 0      | 0           | 0          |
| G. Buta         | 0        | 0      | 0           | 0          | 0             | 0             | 0             | 0             | 0        | 0      | 0           | 0          |
| A. Buzbuchi     | 0        | 0      | 0           | 0          | 0             | 0             | 0             | 0             | 0        | 0      | 0           | 0          |
| C. Casap        | 0        | 0      | 0           | 0          | 0             | 0             | 0             | 0             | 0        | 0      | 0           | 0          |
| I. Cojocaru     | 0        | 0      | 0           | 0          | 0             | 0             | 0             | 0             | 0        | 0      | 0           | 0          |
| V. Dican        | 0        | 0      | 0           | 0          | 0             | 0             | 0             | 0             | 0        | 0      | 0           | 0          |
| I. Doicaru      | 0        | 0      | 0           | 0          | 0             | 0             | 0             | 0             | 0        | 0      | 0           | 0          |
| R. Ducan        | 0        | 0      | 0           | 0          | 0             | 0             | 0             | 0             | 0        | 0      | 0           | 0          |
| D. Dumitra      | 0        | 0      | 0           | 0          | 0             | 0             | 0             | 0             | 0        | 0      | 0           | 0          |
| Ș. Duțu         | 0        | 0      | 0           | 0          | 0             | 0             | 0             | 0             | 0        | 0      | 0           | 0          |
| F. Fabinho      | 0        | 0      | 0           | 0          | 0             | 0             | 0             | 0             | 0        | 0      | 0           | 0          |
| S. Furtado      | 0        | 0      | 0           | 0          | 0             | 0             | 0             | 0             | 0        | 0      | 0           | 0          |
| C. Ganea        | 0        | 0      | 0           | 0          | 0             | 0             | 0             | 0             | 0        | 0      | 0           | 0          |
| N. Grigoryan    | 0        | 0      | 0           | 0          | 0             | 0             | 0             | 0             | 0        | 0      | 0           | 0          |
| G. Iancu        | 0        | 0      | 0           | 0          | 0             | 0             | 0             | 0             | 0        | 0      | 0           | 0          |
| A. Ișfan        | 0        | 0      | 0           | 0          | 0             | 0             | 0             | 0             | 0        | 0      | 0           | 0          |
| I. Larie        | 0        | 0      | 0           | 0          | 0             | 0             | 0             | 0             | 0        | 0      | 0           | 0          |
| D. Maftei       | 0        | 0      | 0           | 0          | 0             | 0             | 0             | 0             | 0        | 0      | 0           | 0          |
| G. Marins       | 0        | 0      | 0           | 0          | 0             | 0             | 0             | 0             | 0        | 0      | 0           | 0          |
| J. Marković     | 0        | 0      | 0           | 0          | 0             | 0             | 0             | 0             | 0        | 0      | 0           | 0          |
| R. Munteanu     | 0        | 0      | 0           | 0          | 0             | 0             | 0             | 0             | 0        | 0      | 0           | 0          |
| D. Nechifor     | 0        | 0      | 0           | 0          | 0             | 0             | 0             | 0             | 0        | 0      | 0           | 0          |
| L. Pellegrini   | 0        | 0      | 0           | 0          | 0             | 0             | 0             | 0             | 0        | 0      | 0           | 0          |
| N. Popescu      | 0        | 0      | 0           | 0          | 0             | 0             | 0             | 0             | 0        | 0      | 0           | 0          |
| E. Rădăslăvescu | 0        | 0      | 0           | 0          | 0             | 0             | 0             | 0             | 0        | 0      | 0           | 0          |
| D. Ramalho      | 0        | 0      | 0           | 0          | 0             | 0             | 0             | 0             | 0        | 0      | 0           | 0          |
| R. Sălceanu     | 0        | 0      | 0           | 0          | 0             | 0             | 0             | 0             | 0        | 0      | 0           | 0          |
| A. Seruca       | 0        | 0      | 0           | 0          | 0             | 0             | 0             | 0             | 0        | 0      | 0           | 0          |
| C. Sima         | 0        | 0      | 0           | 0          | 0             | 0             | 0             | 0             | 0        | 0      | 0           | 0          |
| D. Sîrbu        | 0        | 0      | 0           | 0          | 0             | 0             | 0             | 0             | 0        | 0      | 0           | 0          |
| R. Tănasă       | 0        | 0      | 0           | 0          | 0             | 0             | 0             | 0             | 0        | 0      | 0           | 0          |
| B. Țîru         | 0        | 0      | 0           | 0          | 0             | 0             | 0             | 0             | 0        | 0      | 0           | 0          |
| I. Vînă         | 0        | 0      | 0           | 0          | 0             | 0             | 0             | 0             | 0        | 0      | 0           | 0          |
| J. Vojtuš       | 0        | 0      | 0           | 0          | 0             | 0             | 0             | 0             | 0        | 0      | 0           | 0          |